# Красносельський Микола Віллєнович
Мико́ла Віллє́нович Красносе́льський — український хірург-онколог, професор, доктор медичних наук (2004), лауреат Державної премії України в галузі науки і техніки 2017 року.

## З життєпису
2004 року захистив докторську дисертацію за спеціальністю хірургія.
З 2013 і станом на 2017 рік — директор Інституту медичної радіології імені С. П. Григор'єва.
Серед робіт:
- «Гострий панкреатит. Патофізіологія та лікування», Бойко Валерій Володимирович, Криворучко Ігор Андрійович, Р. С. Шевченко, Смачило Ростислав Михайлович, Пісоцький Олег Миколайович, 2002
- «Лапароскопічні технології та їх інтеграція в біліарну хірургію», А. В. Малоштан, В. В. Бойко, А. М. Тищенко, І. А. Криворучко, 2005
- «Поширений гнійний перитоніт», В. В. Бойко, І. А. Криворучко, С. Н. Тесленко, А. В. Сивожелезов, 2008.

Лауреат Державної премії України в галузі науки і техніки 2017 року — за роботу «Кріотермохірургічні методи та апаратура для лікування онкологічних захворювань органів черевної порожнини»; співавтори Корпан Микола Миколайович, Литвиненко Олександр Олександрович, Лещенко Володимир Миколайович, Сандомирський Борис Петрович (посмертно), Сушко Віктор Олександрович, Худецький Ігор Юліанович.
Серед патентів: «Спосіб лікування хворих з променевими виразками», співавтори: Антонова Марина Сергіївна, Криворучко Ігор Андрійович, Гоні Сімеха-Аліна Тахірівна, Свірепо Павло Васильович, Сивожелізов Андрій Володимирович, Сикал Микола Олександрович, Тонкоглас Олександр Аркадійович, 2017.